# Franz Karl Achard
Franz Karl Achard (1753-1821) là nhà hóa học người Đức. Đóng góp lớn nhất của ông đó là tạo đường từ củ cải đường.